# São José das Palmeiras
São José das Palmeiras ist ein brasilianisches Munizip im Westen des Bundesstaats Paraná. Es hat 3.957 Einwohner (2022), die sich São-Joselienser nennen. Seine Fläche beträgt 182 km². Es liegt 534 Meter über dem Meeresspiegel.

## Etymologie
São José bedeutet auf Deutsch Sankt Josef. Um den Ort von anderen mit diesem beliebten Namen zu unterscheiden, wurde der Zusatz das Palmeiras, also bei den Palmen, gewählt.

## Geschichte

### Besiedlung
Die Anfänge von São José liegen Ende der 1960er Jahre, als die ersten Siedler aus dem Norden Paranás und aus anderen Staaten Brasiliens ankamen. Der Kaffeeanbau erlebte seine Blütezeit. Ländereien dieses Gebiets erwiesen sich als günstig dafür, da die Immobilienpreise niedrig und das Land fruchtbar war. Es gab auch Interesse am Anbau von Minze. Aber mit dem Frost im Jahr 1975 wurden die Kaffeepflanzungen dezimiert.
Da die Siedler mehrheitlich aus dem Norden des Brasiliens stammten, wo der Baumwollanbau vorherrschte, wurde das Gebiet von São José das Palmeiras wieder fast vollständig für die Baumwollmonokultur genutzt. Ein weiterer Pluspunkt der Baumwolle war die hohe Beschäftigung, die mit dieser Kultur und dem entstandenen Überschuss an Arbeitskräften erzielt wurde. Denn die Kaffeemonokultur hatte in den 1960er und 1970er Jahren viele Arbeitsplätze geschaffen. Die Baumwollkultur machte seit den 1980er Jahren nie weniger als 50 % der Gesamtfläche des Munizips aus.
Aktuell ist eine zunehmende Veränderung der Landbesitzstruktur im Munizip zu beobachten. Aufgrund der schwierigen Topographie und der niedrigen Bodenpreise werden zunehmend Weideflächen geschaffen, die bereits fast 50 % der Gesamtfläche der Gemeinde ausmachen. Dieser Trend wird sich nur schwer umkehren lassen. Der geringe Mechanisierungsgrad, der für die meisten Kleinerzeuger typisch ist, hat sie in eine sehr schwierige Lage gebracht. Denn der Boden hat seine Fruchtbarkeit verloren und ist nicht mehr so ertragreich wie früher, und sie verfügen nicht über die Mittel, um dies zu ändern. So bleibt ihnen nur die Möglichkeit, ihre kleinen Höfe zu verkaufen und sich neue landwirtschaftliche Betätigungsfelder zu suchen.
Dies lässt erwarten, dass die Ackerfläche des Munizips bald nur noch etwa 25 % der Gesamtfläche ausmachen wird, der Rest wird als Weideland genutzt.

### Erhebung zum Munizip
São José das Palmeiras wurde durch das Staatsgesetz Nr. 8075 vom 17. August 1980 aus Santa Helena ausgegliedert und in den Rang eines Munizips erhoben. Es wurde am 1. Januar 1986 als Munizip installiert.

## Geografie

### Fläche und Lage
São José das Palmeiras liegt auf dem Terceiro Planalto Paranaense (der Dritten oder Guarapuava-Hochebene von Paraná). Seine Fläche beträgt 182 km². Es liegt auf einer Höhe von 534 Metern.

### Vegetation
Das Biom von São José das Palmeiras ist Mata Atlântica.

### Klima
Das Klima ist gemäßigt warm. Es werden hohe Niederschlagsmengen verzeichnet (1.669 mm pro Jahr). Im Jahresdurchschnitt liegt die Temperatur bei 22,2 °C. Die Klimaklassifikation nach Köppen und Geiger lautet Cfa.

### Gewässer
São José das Palmeiras liegt im Einzugsgebiet des Paraná. Dessen linker Nebenfluss Rio São Francisco Falso (Braço Norte) bildet die südliche Grenze des Munizips. Der Rio São Francisco Verdadeiro und sein linker Nebenfluss Rio Santa Quitéria begrenzen das Munizip im Nordosten.

### Straßen
São José das Palmeiras liegt an der PR-317 zwischen Santa Helena und Entre Rios do Oeste im Westen und Toledo im Osten.

### Nachbarmunizipien
| Entre Rios do Oeste |                                             |                     |
| Santa Helena        | Kompassrose, die auf Nachbargemeinden zeigt | Ouro Verde do Oeste |
|                     | Diamante d’Oeste                            |                     |

## Stadtverwaltung
Bürgermeister: Nelton Brum, PSD (2021–2024)
Vizebürgermeister: Franco Maria Alves Cabral, PSD (2021–2024)

## Demografie

### Bevölkerungsentwicklung
| Jahr | Einwohner | Stadt | Land |
| ---- | --------- | ----- | ---- |
| 1991 | 5.596     | 42 %  | 58 % |
| 2000 | 4.102     | 55 %  | 45 % |
| 2010 | 3.830     | 63 %  | 37 % |
| 2021 | 3.957     |       |      |

Quelle: IBGE, bis 2010: Volkszählungen und Volkszählung 2022

### Ethnische Zusammensetzung
| Gruppe * | 2000    | 2010    | wer sich als …                                                                   |
| --- | ------- | ------- | -------------------------------------------------------------------------------- |
| Weiße | 57,4 %  | 51,1 %  | weiß bezeichnet                                                                  |
| Schwarze | 5,0 %   | 10,5 %  | schwarz bezeichnet                                                               |
| Gelbe | 0,3 %   | 1,6 %   | von fernöstlicher Herkunft wie japanisch, chinesisch, koreanisch etc. bezeichnet |
| Braune | 37,1 %  | 36,4 %  | braun oder als Mischung aus mehreren Gruppen bezeichnet                          |
| Indigene | 0,2 %   | 0,3 %   | Ureinwohner oder Indio bezeichnet                                                |
| ohne Angabe | 0,0 %   | 0,0 %   |                                                                                  |
| Gesamt | 100,0 % | 100,0 % |                                                                                  |
| *) Das IBGE verwendet für Volkszählungen ausschließlich diese fünf Gruppen. Es verzichtet bewusst auf Erläuterungen. Die Zugehörigkeit wird vom Einwohner selbst festgelegt. |         |         |                                                                                  |

Quelle: IBGE (Stand: 1991, 2000 und 2010)

## Wirtschaft

### Kennzahlen
Mit einem Bruttoinlandsprodukt pro Einwohner von 20.952,05 R$ bzw. rund 4.700 € lag São José das Palmeiras 2019 an 335. Stelle der 399 Munizipien Paranás.
Sein hoher Index der menschlichen Entwicklung von 0,713 (2010) setzte es auf den 167. Platz der paranaischen Munizipien.